# Santo Daime
 Der er for få eller ingen kildehenvisninger i denne artikel, hvilket er et problem. Du kan hjælpe ved at angive troværdige kilder til de påstande, som fremføres i artiklen.

Santo Daime er en synkretistisk religion, der stammer fra Brasilien. Santo Daime blander elementer fra især katolicisme og sydamerikansk shamanisme. Det centrale sakramente i Santo Daimes ceremonier er den rituelle indtagelse af ayahuasca - i Santo Daimes kontekst kaldet Daime.
Santo Daime fremfører brugen af ayahuasca som et enteogen for at facilitere personlige religiøse oplevelser/spirituel transcendens, og herigennem arbejde med emotionel og åndelig udvikling. Også ayahuascaens helbredende evne fremhæves. Bevægelsen tror grundlæggende på at ved at møde vores sjæl kan vi også stå ansigt til ansigt med Gud. Santo Daime tilskynder derfor sund livsstil og medmenneskelighed i henhold til grundlæggerens filosofi: harmoni, kærlighed, sandhed og retfærdighed, samt andre nøgleværdier som styrke, ydmyghed, broderskab, og renhed af hjertet, ubetinget kærlighed og fred. Det er en grundlæggende kristen religion. Bevægelsens praksis blev i 1990’erne udbredt verden over.

## Historie og udbredelse
Santo Daime blev grundlagt som kirke i 1930’erne i det nordvestlige Brasilien af Raimundo Irineu Serra, senere kendt som Mester Irineu. Som tilflyttende gummitapper i Amazonregnskoven arbejdede han sammen med peruvianske shipiboindianere, der introducerede ham for arbejdet med, og produktionen af, ayahuasca. Efter at have modtaget stærke religiøse visioner under indflydelse af ayahuasca, og som bar præg af hans katolske baggrund, grundlagde han den første kirke i Rio Branco, provinshovedstaden i delstaten Acre.
Efter hans død i 1971 overtog Sebastiao Mota de Melo, kaldt Padrinho Sebastião, ledelsen og stiftede organisationen CEFLURIS (i dag ICEFLU) for at imødekomme den stigende tilstrømning af medlemmer. Under dennes ledelse stiftedes afdelinger rundt omkring i hele Brasilien i 1970’erne.
I 1980’erne og 1990’erne opnåede Santo Daime udbredelse i resten af verden, således USA, Canada, Japan, Portugal, Spanien, Frankrig, Holland, Italien og Danmark.
Afdelingen i Danmark hedder Nordens Céu Sagrado, Mester Fernandos Center for Meditation og Videnskab.
I Brasilien er Santo Daime involveret i socialt arbejde, bl.a. misbrugsafvænning, spirituelt arbejde i fængslerne, samt uddeling af mad til fattige og skolebøger til fattige børn.

## Ritual
Santo Daimes ceremonier eller trabalhos -portugisisk for arbejder, foregår i større eller mindre grupper. Den sakramentale indtagelse af ayahuasca går igen i alle Santo Daimes ceremonier: concentração og bailado som varer adskillige timer. Men også i feitio som varer flere dage og er et af de vigtigste ritualer i Santo Daime, hvor sakramentet fremstilles af en mester trænet i over tolv år. Deltagerne sidder enten i stille kontemplation/meditation eller synger hymner under enkle dansetrin. Hymnerne, der under ceremonierne akkompagneres af rytmisk musik, er særegent for Santo Daime, idet Mester Irineu igennem hymner videreformidlede sine erfaringer og oplevelser til efterlevelse for sine følgere. Traditionen med at forfatte hymner på baggrund af oplevelser under ceremonier fortsættes i dag, også uden for Brasilien.

## Daime
Ayahuasca er det generiske navn for en bryg, der har været brugt i årtusinder i sydamerikanske kulturer (andre navne er santo daime eller blot daime, hosca, yage og caapi). Ayahuasca indeholder det psykoaktive stof dimethyltryptamine (DMT), og monoamine oxydase inhibitors (MAOI). MAOI sørger for, at DMT gøres optageligt i blodbanerne, da det ellers ville blive fordøjet.
Ayahuasca kan tilberedes af flere slags planter, men Santo Daime bruger udelukkende udelukkende planten Rainha (psychotria viridis) der indeholder DMT og lianen Jagube (Banisteriopsis caapi), der indeholder MAOI.
Foruden sine helbredende effekter og brugen som enteogen, er ayahuasca kendt eller berygtet for sine emetiske effekter, hvad der i den rituelle omgang anses for en nødvendig del af den åndelige proces.
Andre spirituelle samfund, der har haft udbredelse i Europa og som arbejder med ayahuasca, er União do Vegetal (UDV) og Barquinha.

## Juridisk status
Brasilien gjorde i 1992 den religiøse brug af ayahuasca lovlig på baggrund af et omfattende og langvarigt studie af brugen af ayahuasca i Santo Daime. Studiet fra 1987 ledet af Brasiliens føderale råd for narkotika (CONFEN) konkluderede, at den religiøse brug af ayahuasca har positiv indflydelse på lokalsamfundet, fremmer social harmoni og personlig integritet. Endvidere advarer studiet mod ensidigt fokus på farmakologiske virkninger, men opfordrede til at inddrage hele konteksten, i hvilken Daime bliver indtaget, dvs. de religiøse, sociale og kulturelle aspekter.
USA’s Højeste Ret gav i 2006 dispensation for den rituelle brug af ayahuasca til União do Vegetal (UDV), en religiøs organisation ligeledes af brasiliansk oprindelse, der benytter ayahuasca som sakramente under deres ceremonier. Santo Daime fik efter nogle års dialog med myndighederne også tilladelse til at udøve deres spiritualitet. Disse grupper har et ganske konstruktiv samarbejde med DEA.
I Canada har Santo Daime og UDV ligeledes efter en lang dialog med myndighederne fået dispensation af Canada Health til at praktisere deres spiritualitet.
I Europa er den rituelle brug af ayahuasca lovlig i Portugal og Spanien, mens der i Holland og Italien efter retssager om hvorvidt ayahuasca sorterer under narkotikalovgivningen, ikke blev fundet grundlag for forbud. Frankrig derimod tillod i første omgang i 2005 brugen, da der i den rituelle kontekst ikke blev brugt kemisk udvinding af DMT, men har siden forbudt ayahuasca.
I Danmark har Nordens Céu Sagrado, Mester Fernandos Center for Meditation og Videnskab i 2014 søgt om dispensation for at importere ayahuasca. Samtidig søgte den om at blive anerkendt som religiøs menighed. Social- og Sundhedsministeriet afslog i 2015 at give gruppen dispensation, og Kirkeministeriet afslog at anerkende Santo Daime som religiøs menighed under henvisning til, at gruppen ville overtræde loven ved at importere ayahuasca. I 2017 sagsøgte gruppen Sundheds- og Ældreministeriet og Kirkeministeriet for at begrænse deres ret til religionsfrihed. De tabte sagen, men ankede dommen til Højesteret, idet Landsretten giver gruppen medhold i at der er et indgreb i deres religionsfrihed.
Gruppen fik tildelt fri proces af den danske stat i sagen mod Sundheds- og Ældreministeriet og Kirkeministeriet, som blev ført i Landsretten. Den er ligeledes blevet tildelt fri proces i appellen til Højesteret. Sagen venter endnu afgørelse.